# Otto Tief
Otto Tief (ur. 14 sierpnia 1889 w Uusküla zm. 5 marca 1976 w Ahji pod Põlva), estoński adwokat i polityk chłopski, deputowany do Riigikogu III i V kadencji, minister (1926–1927) oraz premier rządu Estonii.

## Życiorys
Studiował prawo w Petersburgu (1910–1916), po czym walczył w wojnie o niepodległość kraju w latach 1918–1920. Tytuł magistra uzyskał już w wolnej Estonii na uniwersytecie w Tartu.
Od 1923 do 1926 pracował jako radca prawny w Ministerstwie Sprawiedliwości. Zaangażował się w politykę po stronie chłopskiej. Był szefem Związku Osadników i deputowanym do Riigikogu III kadencji.
Od lipca 1926 do marca 1927 pełnił funkcję ministra pracy, później zaś (do listopada 1927) kierował resortem sprawiedliwości w rządzie Jaana Teemanta.
W 1928 otworzył własną kancelarię prawniczą, w tym samym roku został też radcą Banku Rolnego w Tallinnie.
Wybrany posłem do parlamentu V kadencji (1938–1940).
Pod koniec okupacji niemieckiej stanął na czele Komitetu Narodowego Republiki Estońskiej. 18 września 1944 roku prezydent Jüri Uluots mianował go szefem rządu. W październiku tego roku próbował się ewakuować do Szwecji, jednak został złapany przez NKWD, a później skazany na 10 lat łagru (karę odbył na Syberii i w Kazachstanie).
W 1956 na krótko wrócił do Estonii by dwa lata później zostać wywiezionym na Ukrainę. W 1965 zamieszkał na Łotwie, na parę lat przed śmiercią znów osiadł w Estonii, jednak z zakazem zbliżania się do Tallinna. Do końca życia przebywał w małym miasteczku Akja koło Tartu, gdzie zmarł.